# ФК Брегалница
Вижте пояснителната страница за други значения на ФК Брегалница.
Брегалница Щип е футболен клуб от град Щип, Северна Македония. Играе на Градския стадион в Щип със сини екипи.
Треньор на клуба през 2013 г. е Игор Стоянов.

## История
Брегалница Щип е основан през 1921 г. Най-добрите години на клуба са между 1964 г. и 1984 г., когато става шампион на македонското републиканско първенство 4 пъти и печели купата на Македония през 1981 г., когато тя е със статут на регионална.

### Фенове
Ултрасите на клуба се наричат „Фаланга“.

## Отличия
Македонска републиканска футболна лига:
- Победител (4): 1964, 1967, 1976, 1984

 Македонска републиканска купа:
- Носител (1): 1981

 Втора лига:
- Победител (2): 1995/96, 2003/04

## Български футболисти
- Мартин Стоянов: 2013 (есен) - (17 мача - 1 гол)
- Николай Христов: 2014/16 - (57 мача - 4 гола)
- Томи Костадинов: 2017 - (17 мача - 1 гол)
- Иван Минчев: 2021 - (4 мача - 0 гола)